# NGC 2191
NGC 2191 ist eine linsenförmige Galaxie vom Hubble-Typ SB0 im Sternbild Carina am Südsternhimmel. Sie ist schätzungsweise 192 Millionen Lichtjahre von der Milchstraße entfernt und hat einen Durchmesser von etwa 95.000 Lichtjahren.
Das Objekt wurde am 9. Januar 1837 von John Herschel entdeckt.